# Ruka Norimatsu
Ruka Norimatsu (乗松 瑠華?, Norimatsu Ruka; Ageo, 30 gennaio 1996) è una calciatrice giapponese, difensore dell'Omiya Ardija Ventus e della nazionale giapponese.

## Carriera

### Nazionale
Norimatsu inizia a essere convocata dalla Federcalcio giapponese nel 2011, inserita in rosa con la formazione Under-16 che disputa il campionato asiatico di Cina 2011, dove si mette in luce siglando la rete della vittoria per 1-0 sulla Corea del Nord nella fase a gironi per poi festeggiare con le compagne la conquista del suo primo titolo internazionale e del secondo per la formazione giovanile giapponese.
Grazie a questo risultato il Giappone ottiene l'accesso, con una squadra Under-17, al Mondiale di Azerbaigian 2012. Il tecnico federale Hiroshi Yoshida la inserisce tra le 21 calciatrici convocate al torneo FIFA. Norimatsu condivide con le compagne il percorso della sua nazionale che dopo aver superato, da imbattuta e senza reti subite, la fase a gironi, viene eliminata dal Ghana ai quarti di finale.
Per indossare nuovamente la maglia della nazionale giapponese a un mondiale deve attendere altri quattro anni, inserita nella rosa delle 21 partecipanti al Mondiale di Papua Nuova Guinea 2016.
Nel 2014 il commissario tecnico Norio Sasaki la convoca per la prima volta con la nazionale maggiore, con la quale debutta l'8 maggio nell'amichevole vinta per 2-1 con la Nuova Zelanda. Nel frattempo Sasaki l'aveva inserita nella rosa delle calciatrici che disputano la Coppa d'Asia di Vietnam 2014, dove viene impiegata in un incontro e festeggia con le compagne il suo primo trofeo internazionale senior. Per ottenere una ulteriore convocazione in nazionale deve attendere sette anni, chiamata dal ct Futoshi Ikeda nel tour di amichevoli disputato in Europa nel novembre 2021, per poi essere inserita in rosa con la squadra che affronta la Coppa d'Asia di India 2022.

## Statistiche

### Cronologia presenze e reti in nazionale
| Cronologia completa delle presenze e delle reti in nazionale ― Giappone | Cronologia completa delle presenze e delle reti in nazionale ― Giappone | Cronologia completa delle presenze e delle reti in nazionale ― Giappone | Cronologia completa delle presenze e delle reti in nazionale ― Giappone | Cronologia completa delle presenze e delle reti in nazionale ― Giappone | Cronologia completa delle presenze e delle reti in nazionale ― Giappone | Cronologia completa delle presenze e delle reti in nazionale ― Giappone | Cronologia completa delle presenze e delle reti in nazionale ― Giappone |
| Data                                                                    | Città                                                                   | In casa                                                                 | Risultato                                                               | Ospiti                                                                  | Competizione                                                            | Reti                                                                    | Note                                                                    |
| ----------------------------------------------------------------------- | ----------------------------------------------------------------------- | ----------------------------------------------------------------------- | ----------------------------------------------------------------------- | ----------------------------------------------------------------------- | ----------------------------------------------------------------------- | ----------------------------------------------------------------------- | ----------------------------------------------------------------------- |
| 8-5-2014                                                                | Osaka                                                                   | Giappone                                                                | 2 – 1                                                                   | Nuova Zelanda                                                           | Amichevole                                                              | -                                                                       |                                                                         |
| 18-5-2014                                                               | Thủ Dầu Một                                                             | Giappone                                                                | 7 – 0                                                                   | Giordania                                                               | Coppa d'Asia 2014                                                       | -                                                                       |                                                                         |
| Totale                                                                  |                                                                         | Presenze                                                                | 2                                                                       |                                                                         | Reti                                                                    | 0                                                                       |                                                                         |

## Palmarès

### Club
- Campionato giapponese: 1

Urawa Reds: 2020

### Nazionale
- Coppa d'Asia: 1

2014